# Бруклинские полицейские
«Бруклинские полицейские» (англ. Brooklyn's Finest) — американский криминальный фильм, заметно перекликающийся с другой лентой Фукуа «Тренировочный день», где речь также идёт о «добрых» и «злых» работниках правоохранительных органов США. Главные роли исполняют Итан Хоук, Ричард Гир, Дон Чидл и Уэсли Снайпс.
Сценарий к фильму написал Майкл К. Мартин (англ. Michael Christian Martin).

## Сюжет
Один из полицейских Бруклина работает под прикрытием в группировке наркоторговцев, второй — погряз в коррупции, третий — всегда играл по правилам, работал честно и теперь хочет только спокойно дотянуть до пенсии.

## В ролях
- Итан Хоук — детектив Сальвадор «Сэл» Просида
- Ричард Гир — офицер Эдвард «Эдди» Дуган
- Дон Чидл — детектив, агент под прикрытием Танго (первоначально планировался Дензел Вашингтон)
- Уэсли Снайпс — Касанова «Кэс» Филипс, друг Танго в банде, не знающий о том, что Танго является полицейским
- Винсент Д’Онофрио — Бобби «Карло» Пауэрс
- Брайан Ф. О’Бирн — Ронни Розарио
- Уилл Паттон — лейтенант Билл Хобартс
- Эллен Баркин — агент Смит
- Джесси Уильямс — Эдди Куиллан
- Майкл К. Уильямс — Ред
- Шеннон Кэйн — Шанталь
- Роберт Джон Берк — патрульный

## Релиз
Премьера фильма состоялась на фестивале Сандэнс в январе 2009 года. Он получил сдержанные отзывы. На портале Rotten Tomatoes его рейтинг на основе 153 обзоров составляет 44 %. На портале Metacritic рейтинг фильма на основе 33 обзоров также составляет 43 %.